# Eastbourne International
El Torneig d'Eastbourne, conegut oficialment com a Rothesay International Eastbourne i tradicionalment Eastbourne International, és un torneig de tennis professional que es disputa anualment sobre pista de gespa al Devonshire Park Lawn Tennis Club d'Eastbourne, Anglaterra. Pertany als Premier Tournaments del circuit WTA femení i es disputa la setmana anterior del torneig de Wimbledon sent útil com a preparació d'aquest.
Malgrat que els anys 1972 i 1973 es van disputar dues edicions pel quadre masculí, oficialment es va crear l'any 1974 únicament per la competició femenina amb el nom de John Player Champ's Eastbourne, sempre sobre superfície de gespa. També ha tingut els noms de Colgate International Eastbourne, BMW Championships Eastbourne, Pilkington Glass Championships Eastbourne, Volkswagen Cup Eastbourne, Direct Line International Championships Eastbourne, Britannic Asset Championships Eastbourne, Hastings Direct Championships Eastbourne, Aegon International i Nature Valley International. Durant l'any 2007, la manca d'esponsorització va provocar que la Lawn Tennis Association considerés el fet de desplaçar la seu a Londres. Tanmateix, en un procés de reorganització dels torneigs britànics professionals, es va decidir ajuntar el torneig amb el Nottingham Open, tradicionalment celebrat durant la mateixa setmana. Així doncs, a partir de 2009 es van celebrar de forma combinada els esdeveniments masculins i femenins. Una nova reorganització del circuit l'any 2014 va permetre introduir una setmana més de torneigs sobre gespa, i els esdeveniments masculins van retornar a Nottingham l'any 2015, tot i que en el 2017 va tornar a disputar-se en categoria masculina.
La tennista Martina Navrátilová manté el rècord del torneig amb onze títols individuals.

## Palmarès

### Individual masculí
| Any  | Campió                                            | Finalista                                         | Resultat                                          |
| ---- | ------------------------------------------------- | ------------------------------------------------- | ------------------------------------------------- |
| 2025 | Taylor Fritz (4)                                  | Jenson Brooksby                                   | 7−5, 6−1                                          |
| 2024 | Taylor Fritz                                      | Max Purcell                                       | 6−4, 6−3                                          |
| 2023 | Francisco Cerúndolo                               | Tommy Paul                                        | 6−4, 1−6, 6−4                                     |
| 2022 | Taylor Fritz                                      | Maxime Cressy                                     | 6−2, 6−7(4), 7−6(4)                               |
| 2021 | Alex de Minaur                                    | Lorenzo Sonego                                    | 4−6, 6−4, 7−6(5)                                  |
| 2020 | Torneig suspès a causa de la pandèmia de COVID-19 | Torneig suspès a causa de la pandèmia de COVID-19 | Torneig suspès a causa de la pandèmia de COVID-19 |
| 2019 | Taylor Fritz                                      | Sam Querrey                                       | 6−3, 6−4                                          |
| 2018 | Mischa Zverev                                     | Lukáš Lacko                                       | 6−4, 6−4                                          |
| 2017 | Novak Đoković                                     | Gaël Monfils                                      | 6−3, 6−4                                          |
| 2016 | No celebrat                                       | No celebrat                                       | No celebrat                                       |
| 2015 | No celebrat                                       | No celebrat                                       | No celebrat                                       |
| 2014 | Feliciano López (2)                               | Richard Gasquet                                   | 6−3, 6−7(5), 7−5                                  |
| 2013 | Feliciano López                                   | Gilles Simon                                      | 7−6(2), 6−7(5), 6−0                               |
| 2012 | Andy Roddick                                      | Andreas Seppi                                     | 6−3, 6−2                                          |
| 2011 | Andreas Seppi                                     | Janko Tipsarević                                  | 7−6(5), 3−6, 6−3                                  |
| 2010 | Michaël Llodra                                    | Guillermo García López                            | 7−5, 6−2                                          |
| 2009 | Dmitri Tursúnov                                   | Frank Dancevic                                    | 6−3, 7−6(5)                                       |

### Individual femení
| Any          | Campiona                                          | Finalista                                         | Resultat                                          |
| ------------ | ------------------------------------------------- | ------------------------------------------------- | ------------------------------------------------- |
| WTA 250      |                                                   |                                                   |                                                   |
| 2025         | Maya Joint                                        | Alexandra Eala                                    | 6−4, 1−6, 7−6(10)                                 |
| WTA 500      |                                                   |                                                   |                                                   |
| 2024         | Dària Kassàtkina                                  | Leylah Fernandez                                  | 6−3, 6−4                                          |
| 2023         | Madison Keys (2)                                  | Dària Kassàtkina                                  | 6−2, 7−6(11)                                      |
| 2022         | Petra Kvitová                                     | Jeļena Ostapenko                                  | 6−3, 6−2                                          |
| 2021         | Jeļena Ostapenko                                  | Anett Kontaveit                                   | 6−3, 6−3                                          |
| WTA Premier  |                                                   |                                                   |                                                   |
| 2020         | Torneig suspès a causa de la pandèmia de COVID-19 | Torneig suspès a causa de la pandèmia de COVID-19 | Torneig suspès a causa de la pandèmia de COVID-19 |
| 2019         | Karolína Plíšková (2)                             | Angelique Kerber                                  | 6−1, 6−4                                          |
| 2018         | Caroline Wozniacki (2)                            | Arina Sabalenka                                   | 7−5, 7−6(5)                                       |
| 2017         | Karolína Plíšková                                 | Caroline Wozniacki                                | 6−4, 6−4                                          |
| 2016         | Dominika Cibulková                                | Karolína Plíšková                                 | 7−5, 6−3                                          |
| 2015         | Belinda Bencic                                    | Agnieszka Radwańska                               | 6−4, 4−6, 6−0                                     |
| 2014         | Madison Keys                                      | Angelique Kerber                                  | 6−3, 3−6, 7−5                                     |
| 2013         | Ielena Vesninà                                    | Jamie Hampton                                     | 6−2, 6−1                                          |
| 2012         | Tamira Paszek                                     | Angelique Kerber                                  | 5−7, 6−3, 7−5                                     |
| 2011         | Marion Bartoli                                    | Petra Kvitová                                     | 6−1, 4−6, 7−5                                     |
| 2010         | Iekaterina Makàrova                               | Viktória Azàrenka                                 | 7−6(5), 6−4                                       |
| 2009         | Caroline Wozniacki                                | Virginie Razzano                                  | 7−6(5), 7−5                                       |
| WTA Tier II  |                                                   |                                                   |                                                   |
| 2008         | Agnieszka Radwańska                               | Nàdia Petrova                                     | 6−4, 6−7(11), 6−4                                 |
| 2007         | Justine Henin (2)                                 | Amelie Mauresmo                                   | 7−5, 6−7(4), 7−6(2)                               |
| 2006         | Justine Henin                                     | Anastassia Mískina                                | 4−6, 6−1, 7−6(5)                                  |
| 2005         | Kim Clijsters                                     | Vera Duixévina                                    | 7−5, 6−0                                          |
| 2004         | Svetlana Kuznetsova                               | Daniela Hantuchová                                | 2−6, 7−6(2), 6−4                                  |
| 2003         | Chanda Rubin (2)                                  | Conchita Martínez                                 | 6−4, 3−6, 6−4                                     |
| 2002         | Chanda Rubin                                      | Anastassia Mískina                                | 6−1, 6−3                                          |
| 2001         | Lindsay Davenport                                 | Magüi Serna                                       | 6−2, 6−0                                          |
| 2000         | Julie Halard-Decugis                              | Dominique Monami van Roost                        | 7−6(4), 6−4                                       |
| 1999         | Nataixa Zvéreva                                   | Nathalie Tauziat                                  | 0−6, 7−5, 6−3                                     |
| 1998         | Jana Novotná                                      | Arantxa Sánchez Vicario                           | 6−1, 7−5                                          |
| 1997         |                                                   | Jana Novotná                                      | 6−5, final suspesa per la pluja                   |
| 1997         | Arantxa Sánchez Vicario                           |                                                   | 6−5, final suspesa per la pluja                   |
| 1996         | Monica Seles                                      | Mary Joe Fernández                                | 6−0, 6−2                                          |
| 1995         | Nathalie Tauziat                                  | Chanda Rubin                                      | 3−6, 6−0, 7−5                                     |
| 1994         | Meredith McGrath                                  | Linda Harvey Wild                                 | 6−2, 6−4                                          |
| 1993         | Martina Navrátilová (11)                          | Miriam Oremans                                    | 2−6, 6−2, 6−3                                     |
| 1992         | Lori McNeil                                       | Linda Harvey Wild                                 | 6−4, 6−4                                          |
| 1991         | Martina Navrátilová                               | Arantxa Sánchez Vicario                           | 6−4, 6−4                                          |
| 1990         | Martina Navrátilová                               | Gretchen Magers                                   | 6−0, 6−2                                          |
| 1989         | Martina Navrátilová                               | Raffaella Reggi                                   | 7−6(2), 6−2                                       |
| WTA Tier III |                                                   |                                                   |                                                   |
| 1988         | Martina Navrátilová                               | Nataixa Zvéreva                                   | 6−2, 6−2                                          |
| 1987         | Helena Suková                                     | Martina Navrátilová                               | 7−6(5), 6−3                                       |
| 1986         | Martina Navrátilová                               | Helena Suková                                     | 3−6, 6−3, 6−4                                     |
| 1985         | Martina Navrátilová                               | Helena Suková                                     | 6−4, 6−3                                          |
| 1984         | Martina Navrátilová                               | Kathy Jordan                                      | 6−4, 6−1                                          |
| 1983         | Martina Navrátilová                               | Wendy Turnbull                                    | 6−1, 6−1                                          |
| 1982         | Martina Navrátilová                               | Hana Mandlíková                                   | 6−4, 6−3                                          |
| 1981         | Tracy Austin (2)                                  | Andrea Jaeger                                     | 6−3, 6−4                                          |
| 1980         | Tracy Austin                                      | Wendy Turnbull                                    | 7−6(3), 6−2                                       |
| 1979         | Chris Evert (3)                                   | Martina Navrátilová                               | 7−5, 5−7, 13−11                                   |
| 1978         | Martina Navrátilová                               | Chris Evert                                       | 6−4, 4−6, 9−7                                     |
| 1977         | No celebrat                                       | No celebrat                                       | No celebrat                                       |
| 1976         | Chris Evert                                       | Virginia Wade                                     | 8−6, 6−3                                          |
| 1975         | Virginia Wade                                     | Billie Jean King                                  | 7−5, 4−6, 6−3                                     |
| 1974         | Chris Evert                                       | Virginia Wade                                     | 7−5, 6−4                                          |

### Dobles masculins
| Any  | Campions                                          | Finalistes                                        | Resultat                                          |
| ---- | ------------------------------------------------- | ------------------------------------------------- | ------------------------------------------------- |
| 2025 | Julian Cash Lloyd Glasspool                       | Ariel Behar Joran Vliegen                         | 6−4, 7−6(5)                                       |
| 2024 | Neal Skupski Michael Venus                        | Matthew Ebden John Peers                          | 4−6, 7−6(2), [11−9]                               |
| 2023 | Nikola Mektić Mate Pavić (3)                      | Ivan Dodig Austin Krajicek                        | 6−4, 6−2                                          |
| 2022 | Nikola Mektić Mate Pavić                          | Matwé Middelkoop Luke Saville                     | 6−4, 6−2                                          |
| 2021 | Nikola Mektić Mate Pavić                          | Rajeev Ram Joe Salisbury                          | 6−4, 6−3                                          |
| 2020 | Torneig suspès a causa de la pandèmia de COVID-19 | Torneig suspès a causa de la pandèmia de COVID-19 | Torneig suspès a causa de la pandèmia de COVID-19 |
| 2019 | Juan Sebastián Cabal Robert Farah                 | Máximo González Horacio Zeballos                  | 3−6, 7−6(4), [10−6]                               |
| 2018 | Luke Bambridge Jonny O'Mara                       | Ken Skupski Neal Skupski                          | 7−5, 6−4                                          |
| 2017 | Bob Bryan Mike Bryan                              | Rohan Bopanna André Sá                            | 6−7(4), 6−4, [10−3]                               |
| 2016 | No celebrat                                       | No celebrat                                       | No celebrat                                       |
| 2015 | No celebrat                                       | No celebrat                                       | No celebrat                                       |
| 2014 | Treat Conrad Huey Dominic Inglot                  | Alexander Peya Bruno Soares                       | 7−5, 5−7, [10−8]                                  |
| 2013 | Alexander Peya Bruno Soares                       | Colin Fleming Jonathan Marray                     | 3−6, 6−3, [10−8]                                  |
| 2012 | Colin Fleming Ross Hutchins                       | Jamie Delgado Ken Skupski                         | 6−4, 6−3                                          |
| 2011 | Jonathan Erlich Andy Ram                          | Grígor Dimitrov Andreas Seppi                     | 6−3, 6−3                                          |
| 2010 | Mariusz Fyrstenberg Marcin Matkowski (2)          | Colin Fleming Ken Skupski                         | 6−3, 5−7, [10−8]                                  |
| 2009 | Mariusz Fyrstenberg Marcin Matkowski              | Travis Parrott Filip Polasek                      | 6−4, 6−4                                          |

### Dobles femenins
| Any          | Campiones                                          | Finalistes                                        | Resultat                                          |
| ------------ | -------------------------------------------------- | ------------------------------------------------- | ------------------------------------------------- |
| WTA 250      |                                                    |                                                   |                                                   |
| 2025         | Marie Bouzková Anna Danilina                       | Hsieh Su-wei Maya Joint                           | 6−4, 7−5                                          |
| WTA 500      |                                                    |                                                   |                                                   |
| 2024         | Liudmila Kitxenok Jeļena Ostapenko                 | Gabriela Dabrowski Erin Routliffe                 | 5−7, 7−6(2), [10−8]                               |
| 2023         | Desirae Krawczyk Demi Schuurs                      | Nicole Melichar-Martinez Ellen Perez              | 6−2, 6−4                                          |
| 2022         | Aleksandra Krunić Magda Linette                    | Liudmila Kitxenok Jeļena Ostapenko                | Renúncia                                          |
| 2021         | Shuko Aoyama Ena Shibahara                         | Nicole Melichar Demi Schuurs                      | 6−1, 6−4                                          |
| WTA Premier  |                                                    |                                                   |                                                   |
| 2020         | Torneig suspès a causa de la pandèmia de COVID-19  | Torneig suspès a causa de la pandèmia de COVID-19 | Torneig suspès a causa de la pandèmia de COVID-19 |
| 2019         | Chan Hao-ching Latisha Chan (2)                    | Kirsten Flipkens Bethanie Mattek-Sands            | 2−6, 6−3, [10−6]                                  |
| 2018         | Gabriela Dabrowski Xu Yifan                        | Irina-Camelia Begu Mihaela Buzărnescu             | 6−3, 7−5                                          |
| 2017         | Chan Yung-Jan Martina Hingis                       | Ashleigh Barty Casey Dellacqua                    | 6−3, 7−5                                          |
| 2016         | Darija Jurak Anastassia Rodiónova                  | Chan Hao-ching Chan Yung-jan                      | 5−7, 7−6(4), [10−6]                               |
| 2015         | Caroline Garcia Katarina Srebotnik                 | Chan Yung-jan Zheng Jie                           | 7−6(5), 6−2                                       |
| 2014         | Chan Hao-ching Chan Yung-jan                       | Martina Hingis Flavia Pennetta                    | 6−3, 5−7, [10−7]                                  |
| 2013         | Nàdia Petrova Katarina Srebotnik                   | Monica Niculescu Klára Zakopalová                 | 6−3, 6−3                                          |
| 2012         | Núria Llagostera Vives María José Martínez Sánchez | Liezel Huber Lisa Raymond                         | 6−4, retirada                                     |
| 2011         | Květa Peschke Katarina Srebotnik                   | Liezel Huber Lisa Raymond                         | 6−3, 6−0                                          |
| 2010         | Lisa Raymond Rennae Stubbs (4)                     | Květa Peschke Katarina Srebotnik                  | 6−2, 2−6, [13−11]                                 |
| 2009         | Akgul Amanmuradova Ai Sugiyama                     | Samantha Stosur Rennae Stubbs                     | 6−4, 6−3                                          |
| WTA Tier II  |                                                    |                                                   |                                                   |
| 2008         | Cara Black Liezel Huber                            | Květa Peschke Rennae Stubbs                       | 2−6, 6−0, [10−8]                                  |
| 2007         | Lisa Raymond Samantha Stosur                       | Květa Peschke Rennae Stubbs                       | 6−7(5), 6−4, 6−3                                  |
| 2006         | Svetlana Kuznetsova Amélie Mauresmo                | Liezel Huber Martina Navrátilová                  | 6−2, 6−4                                          |
| 2005         | Lisa Raymond Rennae Stubbs                         | Elena Likhovtseva Vera Zvonariova                 | 6−3, 7−5                                          |
| 2004         | Alicia Molik Magüi Serna                           | Svetlana Kuznetsova Elena Likhovtseva             | 6−4, 6−4                                          |
| 2003         | Lisa Raymond Lindsay Davenport                     | Jennifer Capriati Magüi Serna                     | 6−3, 6−2                                          |
| 2002         | Lisa Raymond Rennae Stubbs                         | Cara Black Elena Likhovtseva                      | 6−7(5), 7−6(6), 6−2                               |
| 2001         | Lisa Raymond Rennae Stubbs                         | Cara Black Elena Likhovtseva                      | 6−2, 6−2                                          |
| 2000         | Ai Sugiyama Nathalie Tauziat                       | Lisa Raymond Rennae Stubbs                        | 2−6, 6−3, 7−6(3)                                  |
| 1999         | Martina Hingis Anna Kúrnikova                      | Jana Novotná Natasha Zvereva                      | 6−4, retirada                                     |
| 1998         | Mariaan de Swardt Jana Novotná                     | Arantxa Sánchez Vicario Nataixa Zvéreva           | 6−1, 6−3                                          |
| 1997         |                                                    | Nicole Arendt Manon Bollegraf                     | Final cancel·lada                                 |
| 1997         | Lori McNeil Helena Suková                          |                                                   | Final cancel·lada                                 |
| 1996         | Jana Novotná Arantxa Sánchez Vicario (2)           | Rosalyn Fairbank Nideffer Pam Shriver             | 4−6, 7−5, 6−4                                     |
| 1995         | Jana Novotná Arantxa Sánchez Vicario               | Gigi Fernández Nataixa Zvéreva                    | 0−6, 6−3, 6−4                                     |
| 1994         | Gigi Fernández Nataixa Zvéreva (2)                 | Ines Gorrochategui Helena Suková                  | 6−7(4), 6−4, 6−3                                  |
| 1993         | Gigi Fernández Nataixa Zvéreva                     | Jana Novotná Larisa Savchenko Neiland             | 2−6, 7−5, 6−1                                     |
| 1992         | Jana Novotná Larisa Savchenko Neiland              | Mary Joe Fernández Zina Garrison                  | 6−0, 6−3                                          |
| 1991         | Larisa Savchenko Nataixa Zvéreva (2)               | Gigi Fernández Jana Novotná                       | 2−6, 6−4, 6−4                                     |
| 1990         | Larisa Savchenko Nataixa Zvéreva                   | Patty Fendick Zina Garrison                       | 6−4, 6−3                                          |
| 1989         | Katrina Adams Zina Garrison                        | Jana Novotná Helena Suková                        | 6−3, retirada                                     |
| WTA Tier III |                                                    |                                                   |                                                   |
| 1988         | Eva Pfaff Elizabeth Sayers Smylie                  | Belinda Cordwell Dinky Van Rensburg               | 6−3, 7−6(6)                                       |
| 1987         | Svetlana Parkhomenko Larisa Savchenko              | Rosalyn Fairbank Elizabeth Sayers Smylie          | 7−6(5), 4−6, 7−5                                  |
| 1986         | Martina Navrátilová Pam Shriver (6)                | Claudia Kohde-Kilsch Helena Suková                | 6−2, 6−4                                          |
| 1985         | Martina Navrátilová Pam Shriver                    | Kathy Jordan Elizabeth Sayers Smylie              | 7−5, 6−4                                          |
| 1984         | Martina Navrátilová Pam Shriver                    | Jo Durie Ann Kiyomura                             | 6−4, 6−2                                          |
| 1983         | Martina Navrátilová Pam Shriver                    | Jo Durie Anne Hobbs                               | 6−1, 6−0                                          |
| 1982         | Martina Navrátilová Pam Shriver                    | Kathy Jordan Anne Smith                           | 6−3, 6−4                                          |
| 1981         | Martina Navrátilová Pam Shriver                    | Kathy Jordan Anne Smith                           | 6−7, 6−2, 6−1                                     |
| 1980         | Kathy Jordan Anne Smith                            | Pam Shriver Betty Stove                           | 6−4, 6−1                                          |
| 1979         | Betty Stove Wendy Turnbull                         | Ilana Kloss Betty Ann Grubb-Stuart                | 6−2, 6−2                                          |
| 1978         | Chris Evert Betty Stove                            | Billie Jean King Martina Navrátilová              | 6−4, 6−7, 7−5                                     |
| 1977         | No celebrat                                        | No celebrat                                       | No celebrat                                       |
| 1976         |                                                    | Chris Evert Martina Navrátilová                   | Final cancel·lada                                 |
| 1976         | Olga Morozova Virginia Wade                        |                                                   | Final cancel·lada                                 |
| 1975         | Julie Anthony Olga Morozova                        | Evonne Goolagong Peggy Michel                     | 6−2, 6−4                                          |